# Bugacpusztaháza
Bugacpusztaháza este un sat în districtul Kiskunfélegyház, județul Bács-Kiskun, Ungaria, având o populație de 265 de locuitori (2011). 

## Demografie
Componența etnică a satului Bugacpusztaháza
     Maghiari (100%)
Componența confesională a satului Bugacpusztaháza
     Romano-catolici (78,87%)
     Reformați (6,42%)
     Fără religie (6,42%)
     Necunoscută (8,3%)
Conform recensământului din 2011, satul Bugacpusztaháza avea 265 de locuitori. Din punct de vedere etnic, majoritatea locuitorilor (100,0%) erau maghiari.  Din punct de vedere confesional, majoritatea locuitorilor (78,87%) erau romano-catolici, existând și minorități de reformați (6,42%) și persoane fără religie (6,42%). Pentru 8,3% din locuitori nu este cunoscută apartenența confesională.